# 北林駅
北林駅（ほくりんえき）は、中華人民共和国黒竜江省牡丹江市穆棱市にかつて存在した浜綏線の駅。

## 歴史
- 1901年　開業。
- 2015年12月28日 - 新線付け替えにより廃止。

## 隣の駅
中華人民共和国鉄道部
浜綏線
代馬溝駅 - 北林駅 - 穆棱駅
座標: 北緯44度30分55秒 東経130度08分44秒 / 北緯44.5154度 東経130.1455度